# Fakultät für Interdisziplinäre Forschung und Fortbildung
Die Fakultät für Interdisziplinäre Forschung und Fortbildung (gegründet 1979 als Interuniversitäres Forschungsinstitut für Fernstudien, kurz IFF) wurde 2002 als dritte Fakultät der Universität Klagenfurt eingerichtet und zum 31. Dezember 2022 aufgelöst.
Grundidee der IFF war es, Wissenschaft auf aktuelle gesellschaftliche Problemstellungen zu beziehen. Die Fakultät war daher nicht entlang wissenschaftlicher Disziplinen, sondern rund um gesellschaftliche Problemstellungen gebaut. Die wissenschaftliche Arbeit konzentrierte sich auf Fragen nach dem Umgang mit öffentlichen Gütern wie Gesundheit, Umwelt, Raum, Technologie, Bildung, Wissenschaft, Politik und Kultur.
Forschung, Lehre und Weiterbildung an der IFF beruhten sowohl auf einem gesellschaftlichen als auch auf einem wissenschaftlichen Auftrag. Basis der Theorie und der Praxis dieses Forschungskonzeptes der IFF waren Interdisziplinarität und Transdisziplinarität. Das bedeutet, dass in interdisziplinären und transdisziplinären Projekten und Arbeitsbereichen, in denen es unter anderem um die sozialen, historischen und wissenschaftssystematischen Kontexte der jeweiligen gesellschaftlichen Probleme geht, Wissenschaftler unterschiedlicher Disziplinen, Experten und Akteure aus verschiedenen Berufsgruppen zusammenarbeiteten. Die Projekte waren interventionsorientiert und stellten das Lernen von Systemen und Organisationen in den Mittelpunkt. Der Fokus der Arbeit an der Fakultät lag dabei in der Förderung reflektierten Entscheidens von Individuen und Kollektiven in Bezug auf konkrete gesellschaftliche Problem- und Fragestellungen.

## Geschichte
Die IFF wurde im Jahr 1979 als „Interuniversitäres Forschungsinstitut für Fernstudien“ („das IFF“) gegründet und durchlebte im Laufe ihres Bestehens zahlreiche Transformationen. Einerseits veränderte sich durch das sukzessive Wachstum mit der Zeit der Charakter der IFF und andererseits wurde immer wieder auf veränderte hochschulpolitische Entwicklungen reagiert und die Ausrichtung daran angepasst.

In den Gründungsjahren des interuniversitären Instituts stand die Idee im Vordergrund, „Wissenschaft und Bildung auch ‚fern‘ der traditionellen Universitäten wirksam werden zu lassen“ und inter- sowie transdisziplinäre Zusammenhänge zu schaffen. Die Gründung des „Interuniversitären Forschungsinstituts für Fernstudien (IFF)“ wurde von insgesamt acht Universitäten getragen. 1988 hatte das IFF Standorte in Klagenfurt, Bregenz, Graz, St. Pölten, Stadtschlaining und Wien. Nach zehn Jahren betreute das IFF mehr als 1.000 Fernstudierende in ihren Studienzentren in Klagenfurt, Bregenz und Wien. Daneben entwickelte das IFF neue Lehrgänge für die österreichweite Lehrerfortbildung und begann eigene Arbeitsschwerpunkte aufzubauen, die sich Themen wie Umwelt, Friedensforschung, Gesellschaftliches Lernen, Regionale Entwicklung oder Technik- und Wissenschaftsforschung widmeten.
1989 kam es zu einem Konflikt mit dem Wissenschaftsministerium in Bezug auf die Frage, wie sich das IFF weiterentwickeln sollte. Die Krise endete 1992 mit der Neugründung des IFF, nun als „Interuniversitäres Institut für Interdisziplinäre Forschung und Fortbildung“.
Im Zuge der österreichischen Universitätsreform 2002 war geplant, alle bestehenden interuniversitären Institute in Österreich aufzulösen. Damit stand das IFF damals vor der Wahl, sich aufzulösen und die bestehenden Standorte mit ihren Abteilungen auf die örtlichen Trägeruniversitäten aufzuteilen, oder aber die Einheit zu erhalten und sich als Gesamtes – mit allen Standorten – in eine Universität einzugliedern. Nach internen Diskussionen und Verhandlungen mit den Rektoren der Universitäten entschied man sich für den Erhalt des Gesamtzusammenhanges. 2004 wurde das IFF als die „Fakultät für Interdisziplinäre Forschung und Fortbildung (Klagenfurt-Graz-Wien)“ („die IFF“) in die Universität Klagenfurt eingegliedert. Die interuniversitäre Kooperation wurde in Form von Verträgen der Universität Klagenfurt mit anderen Universitäten weitergeführt.
Im Jahr 2018 wurden die IFF-Institute in Wien und Graz infolge eines aufwändigen Reorganisationsprozesses an die Universität für Bodenkultur Wien, die Universität Wien, die Technische Universität Graz und die Universität Graz übertragen. Zum 31. Dezember 2022 wurden die verbliebenen Institute in andere Fakultäten der Universität Klagenfurt integriert und die IFF aufgelöst.

## Porträt und Selbstverständnis
Die IFF erhob den Anspruch für die wissenschaftliche Arbeit, neuartige Formen von Wissenschaft in Forschung, Lehre und Organisation zu entwickeln, zu erproben und zu evaluieren sowie ausgewählte aktuelle gesellschaftliche Problemfelder durch die Gestaltung geeigneter Forschungs- und Lernprozesse zu bearbeiten. Aufbauend auf diesem Konzeptansatz entwickelten sich im Laufe der IFF-Geschichte orientierungsgebende Leitbegriffe, Kernkompetenzen und spezifisch dazu passende Organisationsformen, die in der Selbstbeschreibung der IFF wie folgt zusammengefasst wurden:
Public Goods: Die IFF wirkt durch Forschung, Entwicklung, Beratung, Lehre und Weiterbildung an der Bearbeitung gesellschaftlicher Herausforderungen mit. Die damit verbundenen Problemstellungen werden als Fragen nach dem Umgang mit „public goods“ wie Gesundheit, Umwelt, Raum, Technologie, Bildung oder Wissenschaft verstanden.
Problemorientierung: Die Themen der IFF sind breit gestreut. Im Prinzip ist die Fakultät offen für jede Aufgabenstellung, bei der inter- und transdisziplinäre wissenschaftliche Arbeit einen wesentlichen Beitrag zu leisten verspricht. Die Fakultät ist entlang ausgewählter gesellschaftlicher Problemfelder organisiert und einer Balance zwischen bewährten und neuen Forschungsschwerpunkten verpflichtet. Das Spannungsfeld von Theorieentwicklung und Anwendung wird produktiv genutzt.
Reflexivität: Die Forschung der IFF richtet sich sowohl auf die konkreten, oft unmittelbar drängenden Aspekte eines Problems als auch auf die Reflexion der sozialen, historischen, anthropologischen, kulturellen, organisationalen oder räumlichen Kontexte. Die Problemorientierung erfordert die ständige Reflexion und Weiterentwicklung der eigenen wissenschaftlichen Organisationsformen.
Interdisziplinarität: Ein vorrangiges Arbeitsprinzip der IFF ist methodische und disziplinäre Vielfalt. Dies wird durch die interdisziplinäre Zusammensetzung der Teams ermöglicht und kann durch gegenseitige Irritation und Kooperation der Arbeitsbereiche im Rahmen der Fakultät aufrechterhalten werden. Für die IFF ist daher eine intensive und reflektierende Kommunikationskultur besonders bedeutsam.
Transdisziplinarität: Gemäß dem Auftrag der IFF („public goods“) werden Projekte der IFF sehr oft in Kooperation mit Personen und Organisationen ausgeführt, die mit dem jeweilige Problemfeld befasst sind. Diese außerakademischen Partner bringen entscheidende Kompetenzen in solche Prozesse ein.
Intervention mit Organisationsbezug: Es ist ein besonderes Anliegen der IFF, Wissenschaft in der Gesellschaft wirksam zu machen. Deshalb wird Forschung vielfach mit Intervention verbunden. Mit den Akteuren in einem Problemfeld werden Diagnosen multiperspektivisch erarbeitet, Alternativen gedacht, Strategien entworfen und oft in wissenschaftlich begleiteten und evaluierten Pilotprojekten umgesetzt. In den meisten Fällen erfordern Interventionen ein Lernen von Personen und von Organisationen. Daher haben komplexe Bildungsprozesse, Organisationsforschung und Organisationsentwicklung für die IFF einen hohen Stellenwert.
Gesellschaftliche Bildung: Die IFF entwickelt Strategien, mit gesellschaftlichen Problemen umzugehen. Dabei entstehen in der Regel keine fertigen Verfahren, die, einmal implementiert, hinter dem Rücken der Beteiligten funktionieren. Solche Prozesse erfordern vielmehr bewusste Entscheidungen und die Beteiligung der Betroffenen. Bildungsauftrag der IFF ist es, Kollektive und Individuen dazu zu befähigen, reflektierte Entscheidungen zu treffen.
Universitäre Weiterbildung: Ein Großteil der Lehrtätigkeit der IFF gilt der Weiterbildung. Die Fakultät bietet eine Reihe von Universitätslehrgängen mit verschiedenen Abschlussmöglichkeiten an. Meist stellen die Weiterbildungsaktivitäten Beziehungen zu den Praxisfeldern der Teilnehmer her und sind mit Forschung und Intervention gekoppelt.
Doktorats- und Masterstudien: Die Studienprogramme der IFF sind forschungsnah gestaltet. Die interdisziplinäre Lehre setzt mit dem Master auf Bakkalaureatsstudien anderer Fakultäten und Universitäten auf. Die Doktoratsstudienprogramme sind als interdisziplinäre Doktorandenkollegs organisiert.
Beiträge zu Studien: Die IFF leistet darüber hinaus   ausgehend von ihren Arbeitsgebieten   Beiträge zu vielen Studien anderer Fakultäten und Universitäten. Die Angebote richten sich vor allem an fortgeschrittene Studierende und bestehen unter anderem aus der Betreuung externer Diplomarbeiten und Dissertationen.
Wissenschaftsmanagement: Neben der fachlichen Qualifikation der Mitarbeiter besteht eine gemeinsame Kompetenz darin, Wissenschaft auf außerwissenschaftliche Ansprüche zu beziehen und in diesem Sinn zu managen. Die Mitarbeiter in der Administration sind für das Gelingen mit entscheidend. Sie erbringen komplexe Managementleistungen und sind daher konstitutive Partner des interdisziplinären Arbeitens.

## Mitarbeiter
Die Mitarbeiter der Fakultät stammten nicht nur aus unterschiedlichen Disziplinen, sondern arbeiteten an der IFF auch in sehr unterschiedlichen Kontexten: Soziale Ökologie und Umweltgeschichte, Organisationsentwicklung, Palliative Care, Organisationsethik, Technik- und Wissenschaftsforschung, Gruppendynamik, Schulentwicklung, Universitätsreform und Wissenschaftsorganisation, wissenschaftliche Weiterbildung, Interventionsforschung etc.
Durch den inter- und transdisziplinären Arbeitsansatz war an der Fakultät ein breites fachliches Spektrum von Wissenschaftsbereichen personell repräsentiert: Geistes-, Human- und Kulturwissenschaften, Natur-, Ingenieur-, Sozial- und Wirtschaftswissenschaften. Wissenschaftlich arbeitende Experten aus verschiedensten Praxisfeldern verstärkten die inter- und transdisziplinäre Fakultätsausrichtung.
An der IFF waren bis zu 80 Universitätsplanstellen vorhanden, die teilweise mit zwei Personen besetzt waren. Zudem wurden bis zu 60 freie sowie durch Drittmittel finanzierte Mitarbeiter beschäftigt. In Lehre und Weiterbildung war eine große Zahl externer Lehrbeauftragter miteingebunden.

## Leitung und Mitbestimmung
Die Leitung der Fakultät oblag einem Dekan und einem Prodekan. Die kollegiale Mitbestimmung erfolgte im Rahmen der Fakultätskonferenz.
Form und Inhalt der Arbeit an der IFF bedingten einander: Die Bearbeitung gesellschaftlicher Problemstellungen erfolgte in Teams und nicht durch Einzelpersonen. Dabei war die Kommunikationskompetenz wichtig für die Erfüllung der Aufgaben. Beispielsweise fanden zwei Mal jährlich Fakultätsklausuren statt, in die alle wissenschaftlichen und administrativen Mitarbeiter eingebunden waren und die der strategischen Diskussion und der Evaluation von Einheiten oder Projekten, aber auch der internen Vernetzung gewidmet waren. Dabei werden auch die administrativen Mitarbeiter gleichberechtigt in die Kommunikationen einbezogen.

## Dekane
- Roland Fischer, 2004–2009
- Verena Winiwarter, 2010–2015
- Konrad Krainer, 2016–2022

## Institute
Zuletzt waren am Standort Klagenfurt folgende Institute eingerichtet:
- Institut für Unterrichts- und Schulentwicklung (in die Fakultät für Kultur- und Bildungswissenschaften eingegliedert)
- Institut für Technik- und Wissenschaftsforschung (in die Fakultät für Sozialwissenschaften eingegliedert)
- Institut für Wissenschaftskommunikation und Hochschulforschung (in die Fakultät für Sozialwissenschaften eingegliedert)

Das Institut für Soziale Ökologie wurde bereits 2018 in die Universität für Bodenkultur Wien integriert. 

### Schriftenreihe der IFF
iff texte
- Band 1: Ralph Grossmann (Hrsg.): Wie wird Wissen wirksam?, Springer Verlag, Wien, 1997, ISBN 3-211-82981-4
- Band 2: Ralph Grossmann (Hrsg.): Besser Billiger Mehr. Zur Reform der Expertenorganisation, Krankenhaus, Schule, Universität, Springer Verlag, Wien, 1997, ISBN 3-211-83042-1
- Band 3: Helmut Haberl, Ernst Kotzmann, Helga Weisz (Hrsg.): Technologische Zivilisation und Kolonisierung von Natur, Springer Verlag, Wien, 1998, ISBN 3-211-83130-4
- Band 4: Erich Kitzmüller, Ina Paul-Horn (Hrsg.): Alternative Ökonomie, Springer Verlag, Wien, 1998, ISBN 3-211-83253-X
- Band 5: Helmut Haberl, Gerhard Strohmeier (Hrsg.): Kulturlandschaftsforschung, Springer Verlag, Wien, 1999, ISBN 3-211-83369-2
- Band 6: Markus Arnold, Roland Fischer (Hrsg.): Studium Integrale, Springer Verlag, Wien, 2000, ISBN 3-211-83429-X
- Band 7: Peter Heintel, Larissa Krainer (Hrsg.): Weiter Bildung? Beiträge zur wissenschaftlichen Weiterbildung aus Theorie und Praxis, Springer Verlag, Wien, 2000, ISBN 3-211-83475-3
- Band 8: Ralph Grossmann, Klaus Scala (Hrsg.): Das Öffentliche organisieren, Springer Verlag, Wien, 2004, ISBN 3-211-83897-X